# Dan Van Severen

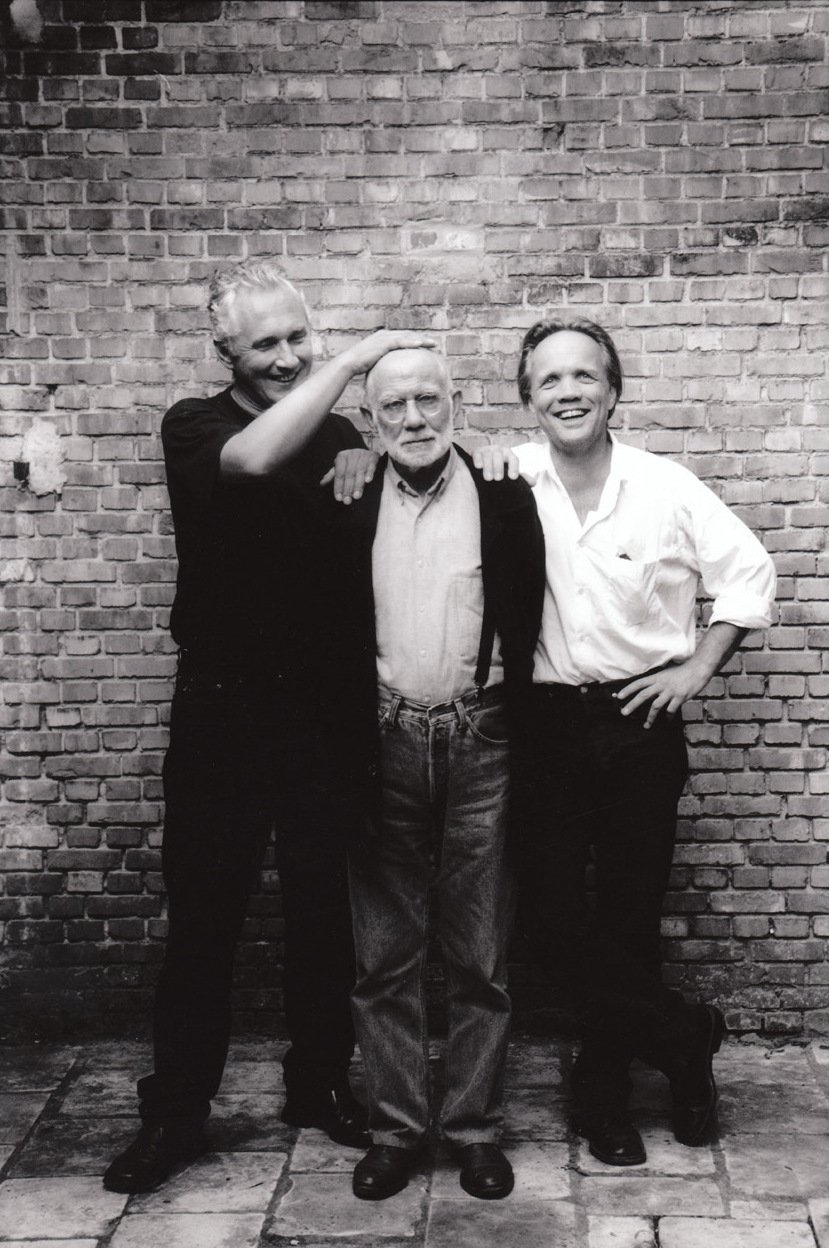
Dan Van Severen met zonen Maarten (l) en Fabiaan.

Dan  Van Severen (Lokeren, 8 februari 1927 - Gent, 15 februari 2009) was een Belgisch kunstschilder. Van Severen was een vertegenwoordiger van de abstracte schilderkunst. 
Zijn abstracte kunst was gebouwd op eenvoudige geometrische motieven: vierkant, rechthoek, ruit, cirkel en ovaal. Zijn tekeningen bestonden soms uit een enkele lijn.
Uit de combinatie van vierkant en rechthoek distilleerde hij later de kruisvorm, het universele teken, dat de uiteindelijke sleutel van al zijn composities vormde. Het kruis is in zijn latere werk altijd aanwezig. Tijdens Expo 58 verenigde hij zich met vrienden en kennissen uit het avant-garde-milieu tot de groep G58.
Zijn schilderijen worden onder meer tentoongesteld in het SMAK, het Muhka en Mu.ZEE.
Ook de zonen van Dan van Severen waren kunstenaars. Maarten van Severen (1956-2005) was meubelontwerper en interieurarchitect en Fabiaan een ontwerper.